# Стіни та ворота Троїцько-Іллінського монастиря
Стіни та ворота Троїцько-Іллінського монастиря — пам'ятка архітектури національного значення у Чернігові.

## Історія
Постановою Кабінету Міністрів УРСР від 24.08.1963 № 970 «Про впорядкування справи обліку та охорони пам'яток архітектури на території Української РСР» надано статус «пам'ятник архітектурі національного значення» № 819/9 під назвою «Стіни з воротами та вежами».
Встановлено інформаційну дошку.

## Опис
Входить до комплексу споруд Троїцько-Іллінського монастиря — ділянка історико-архітектурного заповідника «Чернігів древній», розташована на Болдиній Горі — вулиця Олександра Довженка, 92.
Комплекс монастиря оточує огорожу з вежами та воротами. Зведені в період кінець XVII — середина XVIII століть у формах бароко. Стіни та вежі ансамблю позбавлені оборонних рис і виконують функції огорожі з кутовими архітектурними акцентами. Споконвічний вигляд зазнав змін: північна вежа збереглася частково, східна вежа в ХІХ столітті перероблена — прибудований одноповерховий корпус.
Зведені у два етапи. До 1719 року побудовано північно-східне прясло огорожі з північною і східною квадратними в плані вежами (не збереглася) і південно-західну ділянку стін. У зв'язку з розширенням території монастиря на південний захід у 1740-1750-і роки, були продовжені південне та північно-західне прясла та зведені восьмигранні у плані південно-західна (біля будинку 4 № 2-го провулку Толстого) та північно-західна (біля вулиці Толстого) вежі з ділянкою стіни, що існує нині між ними. За описом монастиря 1765 року огорожа значиться закінченою і в цих формах існує нині.
Цегляна, оштукатурена та побілена, багатокутна у плані огорожа з чотирма вежами. Тільки південне прясло — ламана лінія, через рельєф сколу Болдиної гори. Стіни розчленовані лопатками, є вінчаючий багатопрофільний карниз та профільований цоколь, дворовий фасад без декору. У західній, східній («Іллінські ворота») та північній стінах є ворота. У північній стіні по обидва боки дзвіниці є ворота, виконані яскраво виражених барокових формах, одні закладені.
Південно-західна і північно-західна башти однакової архітектури — двоярусна, де другий ярус має криволінійне обрис, вінчає барочний купол із барочною головкою на квадратному в плані барабані. Прикрашені ребра вежі спареними пілястрами, а між ними прямокутними нішами. Є профільований міжярусний та розвинений вінчальний карнизи. Є дверний отвір з боку монастирського подвір'я. Перекриття веж — усічене зімкнене склепіння.
«Іллінська брама» — оригінальний приклад в'їзної вежі, що у східній стіні (з боку парку Болдина гора) зведено на початку XVII століття. Перетворилися внаслідок перебудов та ремонтів 1740-х та 1770-х років, ХІХ століття. Перший ярус і південна частина другого не зазнали змін. Цегляні, двоярусні, по центру першого ярусу проїзд, перекритий напівциркульним склепінням, з обох боків проїзду два прямокутні в плані приміщення, перекриття плоскі дерев'яні. Приміщення першого поверху висвітлюються через чотири віконні отвори з арочними перемичками (по два в кожному) у західній стіні.
У період 1982—1983 роки було реставровано північно-західне прясло огорожі, південно-західну та північно-західну вежі, ділянку північно-східного прясла між північною вежею та Іллінською брамою, а також проведено консервацію залишків північної вежі.

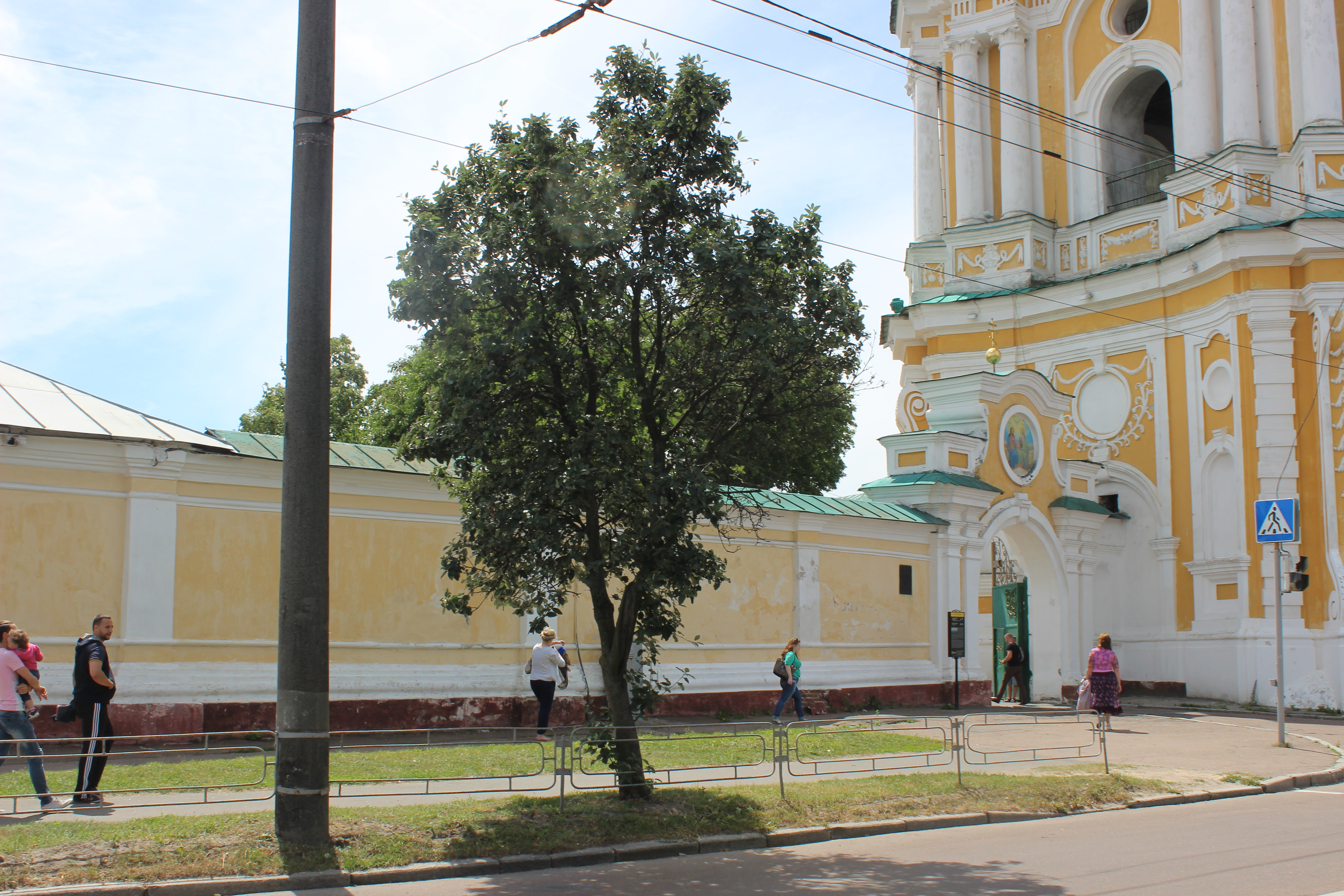
аЧастина північної стіни та ворота — біля дзвіниці
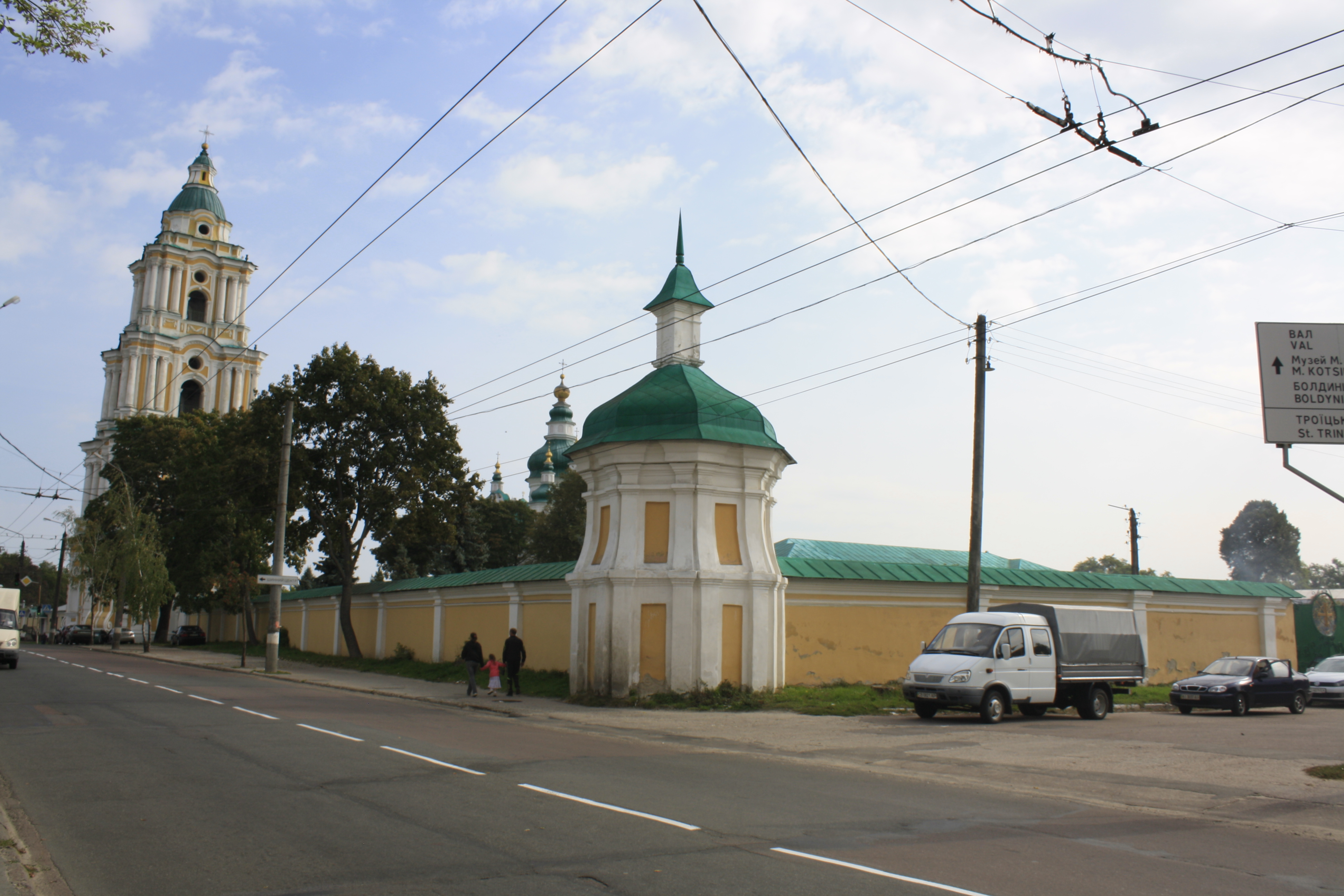
Північна та західна стіни, північно-західна вежа
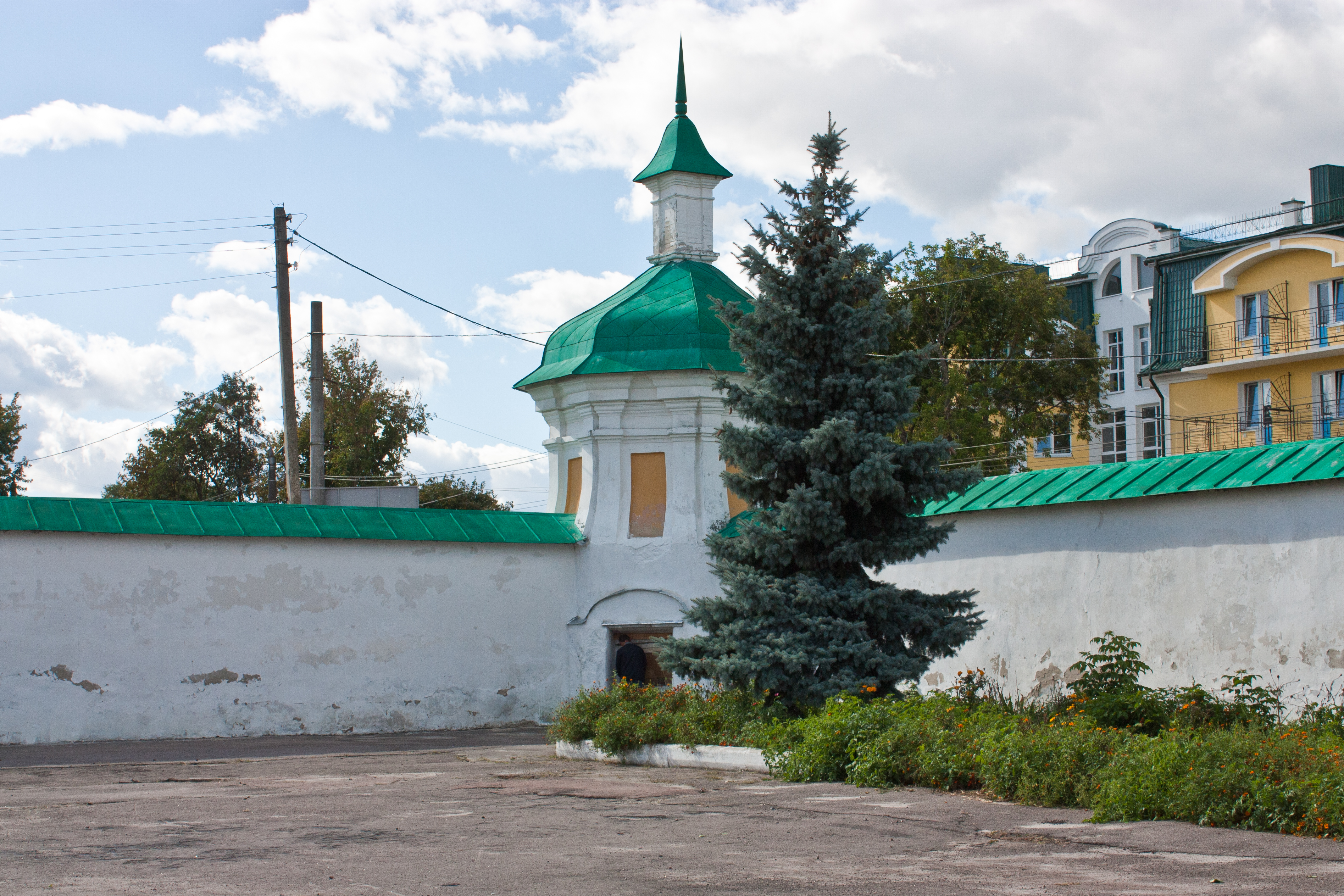
Північно-західна вежа - вид з боку двору
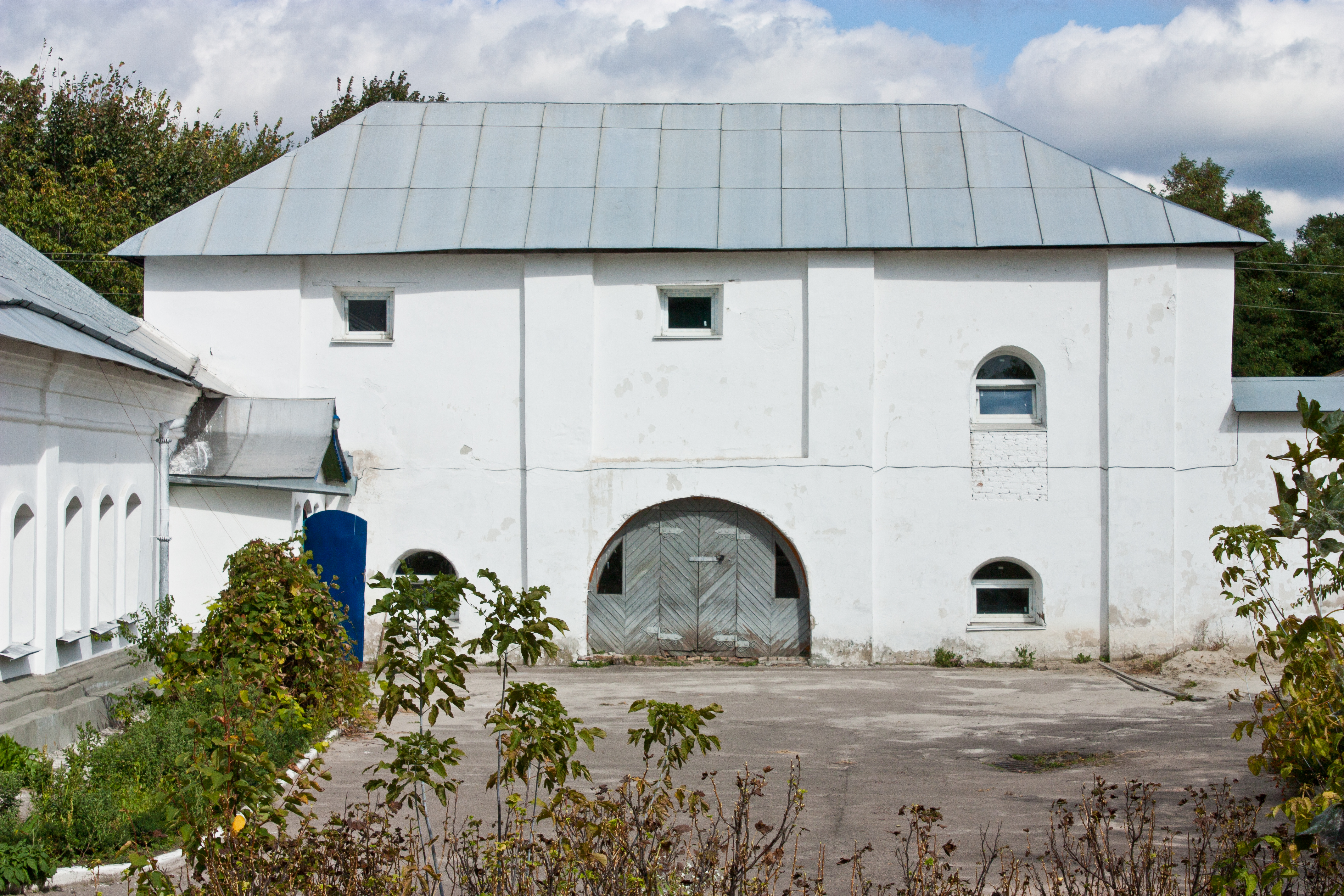
Іллінська брама